# مات هودجسون (كرة سلة)
مات هودجسون (بالإنجليزية: Matt Hodgson)‏ مواليد 2 أغسطس 1991 في إبسوتش، كوينزلاند، هو لاعب كرة سلة محترف أسترالي بدأ مسيرته الاحترافية في سنة 2014 يلعب مع فريق أديليد ثيرتي سيكسترز في الدوري الأسترالي لكرة السلة كلاعب وسط ويحمل الرقم 3.

## روابط خارجية
- مات هودجسون على موقع الاتحاد الدولي لكرة السلة (الإنجليزية)
- مات هودجسون على موقع كرة السلة الأوروبية.كوم (الإنجليزية)
- مات هودجسون على موقع كلية كرة السلة في سبورتس رفرنس.كوم (الإنجليزية)
- مات هودجسون على موقع ريلجم (الإنجليزية)
- مات هودجسون على موقع بروبوليرز (الإنجليزية)
- مات هودجسون على موقع سبورتس رفرنس (الإنجليزية)